# Řipec
Řipec (též Řípec, 313 m n. m.) je vrch v okrese Kladno Středočeského kraje. Leží mezi obcí Královice a vsí Trpoměchy na obou katastrálních územích, samotný vrchol náleží Královicím.

## Opevnění
Okolo Řipce byly zjištěny stopy po prehistorickém opevnění. Příkop obíhal kopec obloukovitě kousek za jeho úpatím ze západní, jižní a východní strany. Ověřovací výzkum prokázal 2–2,5 m široký a poměrně mělký příkop s rovným dnem datovaný do mladší fáze doby halštatské. Celková délka ohrazení dosahuje téměř 750 m.

## Geomorfologické zařazení
Geomorfologicky vrch náleží do celku Dolnooharská tabule, podcelku Řipská tabule, okrsku Perucká tabule, podokrsku Zlonická tabule a Třebízské části.